# Cartonema brachyantherum
Cartonema brachyantherum är en himmelsblomsväxtart som beskrevs av George Bentham. Cartonema brachyantherum ingår i släktet Cartonema och familjen himmelsblomsväxter. Inga underarter finns listade.